# 2 Zapasowy Pułk Łączności
2 zapasowy pułk łączności – oddział łączności ludowego Wojska Polskiego.
Pułk sformowany został na podstawie rozkazu nr 05/OU dowódcy 1 Armii Polskiej w ZSRR z dnia 7 maja 1944 roku, według etatu nr 014/184. Był jedyną jednostką wspomagającą i stanowiącą zaplecze kadrowe dla oddziałów łączności Wojska Polskiego. W sierpniu 1944 roku pułk przeniesiony został do Lublina, gdzie stacjonował do 1 października tego roku. Następnymi miejscami postoju były: Kraśnik, Zgierz i Sieradz.
Na podstawie rozkazu Nr 232/org. ND WP z 3 września 1945 roku pułk został rozformowany. Stan stały pułku skierowano na uzupełnienie 18 Dywizji Piechoty i oddziałów Wojsk Ochrony Pogranicza zaś stan zmienny na uzupełnienie jednostek łączności Wojska Polskiego.